# タビー・トーマス
タビー・トーマス（Tabby Thomas、1929年1月5日 - 2014年1月1日）は、アメリカ合衆国のブルース・ミュージシャン（ギター、ピアノ）、歌手である。ロッキン・タビー・トーマスの名でも知られている。
彼のスタイルは、ルイジアナ州南部特有のスワンプ・ブルースと称されるものである。

## 来歴
トーマスは、ルイジアナ州バトンルージュに生まれ育った。高校卒業後の1947年、彼はアメリカ空軍に入隊し、駐在したサンフランシスコで音楽活動を始めた。
兵役を終えた後もサンフランシスコに暫く残った彼は、現地のラジオ局KSANのタレント・コンテストで優勝し、ハリウッド・レコードで初レコーディングを経験する。このときレコーディングした「Midnight Is Calling」をリリースするものの成功には繋がらず、彼はその後バトンルージュに戻った。
1953年にミシシッピ州ジャクソンのデルタ・レーベルにシングルを1枚レコーディングした後、1954年にルイジアナ州クロウリーのジェイ・ミラーの所有する零細レーベル、フィーチャーからシングル（SP盤）をリリース。更に1959年にもミラーのジン（Zynn）、ロッコから1枚ずつシングルをリリースした。
1960年代に入ると、エクセロ・レコードからシングルを3枚リリースしている。エクセロもミラーがかかわっていたレーベルである。トーマスのエクセロのシングルには1962年の「Hoodo Party」などがあった。彼はまた、一時期チバガイギーで労働組合担当となるなど、この時期に様々な職を経験している。
彼は自らのバンド、メロー・メロー・メンで活動し、バトンルージュで最も知られたブルース・ミュージシャンのひとりとなったが、1960年代末には一旦演奏活動から手を引き、ブルー・ビートという名前のレコードレーベル立ち上げた。このレーベルでは自身のレコーディングや他の地元ミュージシャンのレコードをリリースしている。1978年、彼は息子のクリス・トーマス・キングを含む家族とともに、市内のノース・ブルヴァード沿いの古びた建物を利用し、ブルース・クラブ、タビー・ブルース・ボックス・アンド・ヘリテージ・バーを開店した。店は2000年に移転し、2004年11月に閉店した。またトーマスは、イギリスを含むヨーロッパで人気のアーティストなり、度々現地で公演を行なっている。
1986年、シングル「Bad Luck and Trouble」（B面は「I Can’t Hold Out」）がメゾン・デ・ソウル・レコードからリリースされ、ブルース音楽賞の年間ブルース・シングル賞部門にノミネートされた。
トーマスは2002年に交通事故に遭い、2004年には脳卒中に見舞われてプレイができない状況となったが、歌には影響はでなかった。彼はその後、バトンルージュのラジオ局WBRH-FM、KBRH-AMでタビーズ・ブルース・ボックスと出した番組のホストを務めた。彼は2014年1月1日の未明に死去し、ポート・ハドソン国立墓地に埋葬された。

## ディスコグラフィー

### アルバム
- 1980年 『25 Years With The Blues』(Blues Unlimited)
- 1984年 『Rockin' With The Blues』(Blue Beat)
- 1986年 『Blues Train』(Maison De Soul)
- 1988年 『King Of Swamp Blues』(Maison De Soul)
- 1994年 『Swamp Blues Man』(B)
- 1999年 『A Louisiana Legend: Long Live The King Of The Swamp Blues』(Blue Beat)
- 1999年 『Swamp Man Blues』(AIM)

### シングル
- 「Midnite Is Calling」(Hollywood)[3]
- 1953年 「Church Members Ball」/「Thinking Blues」(Delta)
- 1954年 「Mmmmm I Don't Care」/「Tomorrow」(Feature)[10]
- 1959年 「My Baby's Got It」/「Tomorrow (I'll Be Gone)」(Zynn)
- 1959年 「Don't Say」/「Too Late Blues」(Rocko)
- 1962年 「Hoodo Party」/「Roll On Ole Mule」(Excello)
- 1962年 「Popeye" Train」/「He's Got The Whole World In His Hands」(Excello)
- 1964年 「Worthy Of Your Love」/「Louisiana Hop」(Jay-J)
- 1966年 「Play Girl」/「Keep On Trying」(Excello)
- 1967年 「Moonshine Party」/「Cat Out The Bag」(Hartco)
- 1968年 「Daddy Juicy」/「Soul Time」(Soul International)
- 1969年 「Love Is The Name Of The Game」/「Don't Do It, Baby! (Baby, Don't Do It!)」(Vedette)
- 197?年 「Mary Jane」/「No Use Anymore」(3 Stars)
- 1972年 「My Baby's Gone」/「One Day」(Soul International)
- 1980年 「Where You're Shackin' At」/「Mean And Evil Woman」(Blues Unlimited)
- 1980年 「Candy」/「Nose Wide Open」(Blues Unlimited)
- 1983年 「Got My Eye On You」/「My Special Plea」(Sunland)
- 1985年 「Leave It Like It Is」/「Welfare Blues」(Maison De Soul)
- 1986年 「Bad Luck And Trouble」/「I Can't Hold Out」(Maison De Soul)
- 1986年 「How Many More Years」/「Goin' To New Orleans」(Maison De Soul)
- 「I Wanna Rock You」/「Candy」(Tic Toc)
- 「Ball Head Lena」/「Glass Jar Blue's」(Blue Beat)
- 「Prison Blues」/「That's All Right」(Blue Beat)
- 「Broken Hearted」/「Knot In The String Of Love」(Blue Beat)
- 「I Don't Know What To Do」/「Big City Blues」(Blue Beat)
- 「It's All For You」/「Luck's About To Change」(Blue Beat)
- 「Daddy Juice」/「You Will Never Get Rich In Bed」(Soul International)
- 「A Dollar Ain't Nothing Anymore」/「I Don't Want Nobody Else But You」(Tic Toc)